# Комсомольское (Сахалинская область)
Комсомольское — упразднённый поселок в Александровск-Сахалинском районе Сахалинской области России. Предположительно исключен из учётных в 1960-х годах.

## География
Село располагалось на берегу Татарского пролива, при впадении в него реки Най-Най.

## История
До 1930-х годов на месте посёлка существовало нивхское стойбище Най-Най. По данным на 1926 года стойбище состояло из 10 хозяйств. В административном отношении входило в состав Пилевского сельсовета Александровского района Сахалинского округа Дальневосточного края.
В 1932 году неподалёку от места, где жили оленеводы, появилась верфь, которая специализировалась на строительстве кунгасов. Из-за того, что она производила именно этот тип судов, её стали называть «Кунгасстрой». Со временем это название распространилось и на сам посёлок.
По данным на 1937 год поселок Най-Най (Кунгасстрой) являлся административным центром Най-Найского поссовета Широкопадского района.
В 1954 году село получило название Комсомольское.

## Инфраструктура

### Экономика
В посёлке располагались:
- Лесопромышленный цех занимающийся малой обработкой дерева и заготовлением леса.
- Механизированный судостроительный цех производивший строительство и ремонт небольших рыболовецких судов. При цехе имелся причал. Предприятие производило ремонт кунгасы и дрейфера. Цех оснащал ремонтом судов весь район.
- Рыбная база занимающаяся ловлей рыбы.

### Образование
В посёлке располагались средняя общеобразовательная школа села Комсомольское, детский сад.

### Здравоохранение
В селе находилась участковая больница.

### Культура
В селе функционировали:
- Киностационар
- Дом культуры села Комсомольское
- Имелся небольшой духовой оркестр.[3]